# Australian Academy of Cinema and Television Arts Awards
 (mai 2025).
 (mai 2025).
 (janvier 2021).
Si vous disposez d'ouvrages ou d'articles de référence ou si vous connaissez des sites web de qualité traitant du thème abordé ici, merci de compléter l'article en donnant les références utiles à sa vérifiabilité et en les liant à la section « Notes et références ».
Les Australian Academy of Cinema and Television Arts Awards (AACTA Awards) sont les prix attribués chaque année depuis 2011 par l'Académie des arts du cinéma et de la télévision australienne (Australian Academy of Cinema and Television Arts) pour récompenser les meilleures réalisations cinématographiques et télévisuelles australiennes. Ils sont les équivalents australiens des Oscars.
Entre 1958 et 2010, ils étaient intitulés Australian Film Institute Awards (AFI Awards) et décernés par l'Australian Film Institute.

## Histoire

### AFI Awards (1958-2010)
En 1958, les AFI Awards ne récompensaient que des films documentaires. Les récompenses se sont ensuite ouvertes aux films expérimentaux en 1960 (prix disparu en 1990), aux longs métrages de fiction en 1969, aux courts métrages de fiction en 1970 (puis un prix à part pour les courts métrages d'animation à partir de 1979 et pour les scénaristes de courts métrages dès 1983) et à la télévision en 1986.
En 2011, les AACTA Awards remplacent les AFI Awards.

### AACTA Awards (depuis 2011)
En 2012, en même temps que furent créés les AACTA, il fut décidé de créer une cérémonie équivalente récompensant le cinéma international (mais pas la télévision).
La volonté était de récompenser le cinéma selon 140 professionnels du cinéma australiens. Les cérémonies ont toujours eu lieu à Los Angeles, aux États-Unis.
Bien que la cérémonie accepte toutes les productions étrangères, sans limites géographiques, les nommés et lauréats concernent quasi exclusivement des films anglophones. Une seule nomination à ce jour (Emmanuelle Riva pour Amour en 2013) provient d'un film non anglophone.

## Cérémonies

### AFI Awards (1958-2010)
| Cérémonie          | Date             | Meilleur film                      | Présentateur        | Lieu                |
| ------------------ | ---------------- | ---------------------------------- | ------------------- | ------------------- |
| 48e cérémonie (en) | 6 décembre 2006  | 10 canoës, 150 lances et 3 épouses | Geoffrey Rush       |                     |
| 49e cérémonie (en) | 6 décembre 2007  | Romulus, My Father                 | Geoffrey Rush       |                     |
| 50e cérémonie      | 6 décembre 2008  | The Black Balloon                  | Stephen Curry       |                     |
| 51e cérémonie      | 11 décembre 2009 | Samson et Delilah                  | Julia Zemiro        |                     |
| 52e cérémonie      | 11 décembre 2010 | Animal Kingdom                     | Shane Jacobson (en) | Regent Theatre (en) |

### AACTA Awards (depuis 2011)
| Cérémonie         | Date            | Meilleur film                            | Présentateur                      | Lieu                 |
| ----------------- | --------------- | ---------------------------------------- | --------------------------------- | -------------------- |
| 1re cérémonie     | 31 janvier 2012 | Red Dog                                  | Aucun                             | Sydney Opera House   |
| 2e cérémonie      | 30 janvier 2013 | Les Saphirs                              | Russell Crowe                     | The Star Sydney (en) |
| 3e cérémonie      | 30 janvier 2014 | Gatsby le Magnifique                     | Shane Bourne (en)                 | The Star Sydney (en) |
| 4e cérémonie      | 29 janvier 2015 | Mister Babadook et La Promesse d'une vie | Cate Blanchett et Deborah Mailman | The Star Sydney (en) |
| 5e cérémonie      | 9 décembre 2015 | Mad Max: Fury Road                       | Aucun                             | The Star Sydney (en) |
| 6e cérémonie (en) | 7 décembre 2016 | Tu ne tueras point                       | Aucun                             | The Star Sydney (en) |
| 7e cérémonie (en) | 6 décembre 2017 | Lion                                     | Aucun                             | The Star Sydney (en) |
| 8e cérémonie      | 3 décembre 2018 | Sweet Country                            | Stephen Curry                     | The Star Sydney (en) |
| 9e cérémonie (en) | 4 décembre 2019 | The Nightingale                          | Shane Jacobson (en)               | The Star Sydney (en) |

### AACTA International Awards (depuis 2011)
| Cérémonie          | Date            | Meilleur film                                   | Présentateur                               | Lieu                      |
| ------------------ | --------------- | ----------------------------------------------- | ------------------------------------------ | ------------------------- |
| 1re cérémonie (en) | 27 janvier 2012 | The Artist                                      | Aucun                                      | Soho House                |
| 2e cérémonie (en)  | 26 janvier 2013 | Happiness Therapy                               | Russell Crowe                              | Soho House                |
| 3e cérémonie       | 10 janvier 2014 | Gravity                                         | Geoffrey Rush                              | Sunset Marquis Hotel (en) |
| 4e cérémonie (en)  | 31 janvier 2015 | Birdman                                         | Geoffrey Rush                              | Hollywood Palladium       |
| 5e cérémonie (en)  | 29 janvier 2016 | Mad Max: Fury Road                              | Rachel Griffiths et Daniel MacPherson (en) | Avalon Hollywood          |
| 6e cérémonie (en)  | 6 janvier 2017  | La La Land                                      | Daniel MacPherson (en)                     | Avalon Hollywood          |
| 7e cérémonie (en)  | 5 janvier 2018  | Three Billboards : Les Panneaux de la vengeance | Hugh Sheridan (en)                         | Avalon Hollywood          |
| 8e cérémonie (en)  | 4 janvier 2019  | Roma                                            | Renee Bargh (en)                           | Mondrian Hotel (en)       |
| 9e cérémonie (en)  | 3 janvier 2020  | Parasite                                        |                                            | Mondrian Hotel (en)       |
| 10e cérémonie (en) | 2021            |                                                 |                                            |                           |
| 11e cérémonie (en) | 2022            |                                                 |                                            |                           |
| 12e cérémonie (en) | 2023            |                                                 |                                            |                           |
| 13e cérémonie (en) | 2024            |                                                 |                                            |                           |
| 14e cérémonie (en) | 2025            |                                                 |                                            |                           |

## Catégories de récompense

### Cinéma
- Meilleur film (Best Film) – depuis 1969
- Meilleur réalisateur (Best Direction) – depuis 1971
- Meilleur acteur (Best Actor) – depuis 1971
- Meilleure actrice (Best Actress) – depuis 1971
- Meilleur acteur dans un second rôle (Best Supporting Actor) – depuis 1976
- Meilleure actrice dans un second rôle (Best Supporting Actress) – depuis 1976
- Meilleur scénario original (Best Original Screenplay) – depuis 1978
- Meilleur scénario adapté (Best Adapted Screenplay) – depuis 1978
- Meilleurs décors (Best Production Design) – depuis 1977
- Meilleurs costumes (Best Costume Design) – depuis 1977
- Meilleure photographie (Best Cinematography) – depuis 1976
- Meilleur montage (Best Editing) – depuis 1976
- Meilleur son (Best Sound) – depuis 1977
- Meilleure musique de film (Best Original Music Score) – depuis 1974
- AFI Members' Choice Award – depuis 2009

### Télévision
Séries :
- Meilleure série dramatique (Best Drama Series) – depuis 1991
- Meilleure série comique (Best Comedy Series) – depuis 2003
- Meilleure mini-série ou du meilleur téléfilm (Telefeature, Mini Series or Short Run Series) – depuis 1986

Performances :
- Meilleur acteur dans une série dramatique (Best Actor – Drama) – depuis 1986
- Meilleure actrice dans une série dramatique (Best Actress – Drama) – depuis 1986
- Meilleur acteur dans un second rôle ou invité dans une série dramatique (Best Guest or Supporting Actor – Drama) – depuis 1986
- Meilleure actrice dans un second rôle ou invitée dans une série dramatique (Best Guest or Supporting Actress – Drama) – depuis 1986
- Meilleure performance comique (Best Comedy Performance) – depuis 2006

Autres séries :
- Meilleure série pour enfants (Best Children's Series) – depuis 1991
- Meilleure série d'animation pour enfants (Best Children's Animation) – depuis 2009
- Meilleure émission de variétés (Best Light Entertainment Series) – depuis 2003
- Meilleure série de téléréalité (Best Reality Television Series) – depuis 2012

Équipes techniques :
- Meilleur réalisateur (Best Director) – depuis 1986
- Meilleur scénario (Best Screenplay) – depuis 1986

### Récompenses spéciales
- Raymond Longford Award – depuis 1968
- Byron Kennedy Award – depuis 1984
- Meilleurs effets visuels (Best Visual Effects) – depuis 1991
- Meilleur espoir (Best Young Actor) – depuis 2006

### Anciennes récompenses
- Meilleur film documentaire (Best Feature Length Documentary) – de 2009 à 2011
- Meilleur documentaire de moins d'une heure (Best Documentary Under One Hour) – de 2009 à 2011
- Meilleure série documentaire (Best Documentary Series) – de 2009 à 2011
- Meilleure réalisation de documentaire (Best Director – Documentary) – de 1998 à 2011
- Meilleure photographie de documentaire (Best Cinematography – Documentary) – de 1998 à 2011
- Meilleur montage de documentaire (Best Editing – Documentary) – de 1998 à 2011
- Meilleur son de documentaire (Best Sound – Documentary) – de 1998 à 2011
- Meilleur court métrage de fiction (Best Short Fiction Film) – de 1979 à 2011
- Meilleur court métrage d'animation (Best Short Animation) – de 1979 à 2011
- Meilleur scénario de court métrage (Best Screenplay in a Short Film) – de 1979 à 2011
- International Award for Excellence in Filmmaking – de 2005 à 2009
- Global Achievement Award – de 2001 à 2007
- Meilleur film étranger (Best Foreign Film) – de 1992 à 2004
- Jury Prize – de 1976 à 1984
- Meilleur film expérimental
- Meilleur documentaire à la télévision

### AACTA International Awards
(récompensent les films non-australiens)
- Meilleur film (Best Film – International) – depuis 2011
- Meilleur réalisateur (Best Direction – International) – depuis 2011
- Meilleur acteur (Best Actor – International) – depuis 2011
- Meilleur acteur dans un second rôle (Best Supporting Actor – International) – depuis 2012
- Meilleure actrice (Best Actress – International) – depuis 2011
- Meilleure actrice dans un second rôle (Best Supporting Actress – International) – depuis 2012
- Meilleur scénario (Best Screenplay – International) – depuis 2011